# T. Ashton Thompson

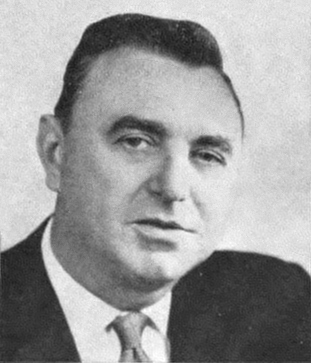
T. Ashton Thompson (1965)

Theo Ashton Thompson (* 31. März 1916 in Ville Platte, Evangeline Parish, Louisiana; † 1. Juli 1965 in Gastonia, North Carolina) war ein US-amerikanischer Politiker und vertrat den Bundesstaat Louisiana als Abgeordneter im US-Repräsentantenhaus.

## Werdegang
Ashton Thompson besuchte die öffentliche Schule in Ville Platte. Danach ging er auf die Louisiana State University zwischen 1932 und 1934. Dort absolvierte er auch einen Kurs in höherer Buchhaltung. Darauf aufbauend war er für die State Highway Commission als Wirtschaftsprüfer tätig. Diese Tätigkeit übte er zwischen 1934 und 1940 aus. Später vertrat er Louisiana 1942 in der nationalen Staatenversammlung in Chicago zur Schaffung eines zivilen Verteidigungsprogramms.
Als die Vereinigten Staaten in den Zweiten Weltkrieg eintraten, verpflichtete sich Thompson bei den United States Army Air Forces. Er leistete dort seinen Dienst zwischen 1942 und 1946 ab. Anschließend war er staatlicher Beamter für Finanzplanung und Finanzberater des Parlaments von Louisiana zwischen 1948 und 1952. Des Weiteren war er Vorsitzender des Kuratoriums des State Employees Retirement System von 1947 bis 1953. Zwischen 1950 und 1951 war er in Louisiana im Auftrag des US-Außenministeriums an der Unterweisung ausländischer Politiker in demokratischen Prinzipien beteiligt.
Thompson wurde als Demokrat in den 83. und die sechs nachfolgenden Kongresse gewählt. Seine Dienstzeit belief sich vom 3. Januar 1953 bis zu seinem Tod am 1. Juli 1965, aufgrund eines Autounfalls in Gastonia, North Carolina. Er wurde auf dem Evangeline Memorial Park Cemetery in Ville Platte beerdigt.
In seiner Amtszeit war er an der Erstellung des Southern Manifesto beteiligt, das sich gegen die Rassenintegration an öffentlichen Einrichtungen aussprach.